# Saint-Barthélemy-le-Meil
 Saint-Barthélemy-le-Meil  là một xã ở tỉnh Ardèche, vùng Auvergne-Rhône-Alpes ở đông nam nước Pháp.